# Parodia tenuicylindrica
Parodia tenuicylindrica är en kaktusväxtart som först beskrevs av Friedrich Ritter, och fick sitt nu gällande namn av David Richard Hunt. Parodia tenuicylindrica ingår i släktet Parodia och familjen kaktusväxter. Inga underarter finns listade i Catalogue of Life.

## Bildgalleri

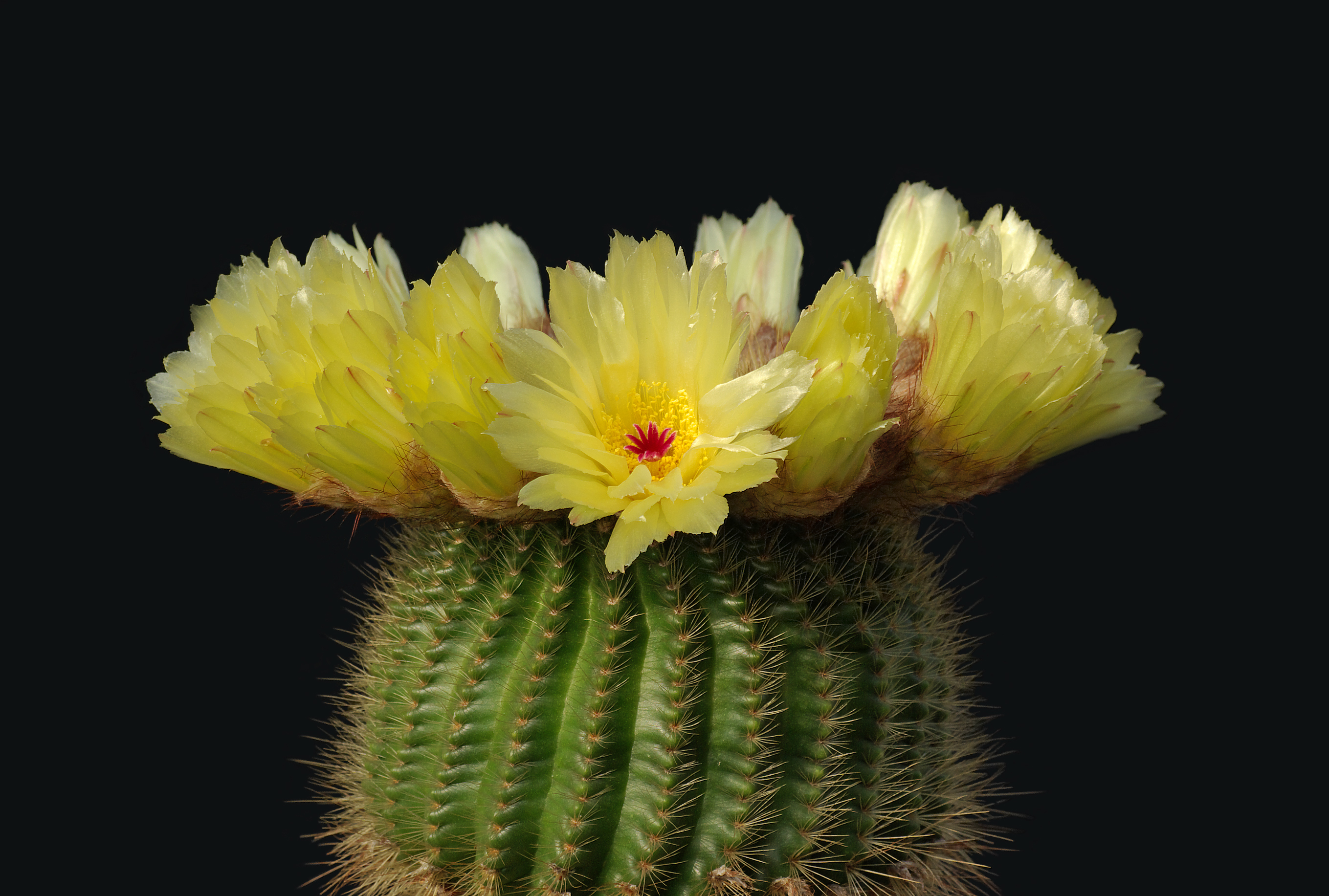